# Botschaft Lesothos in Deutschland

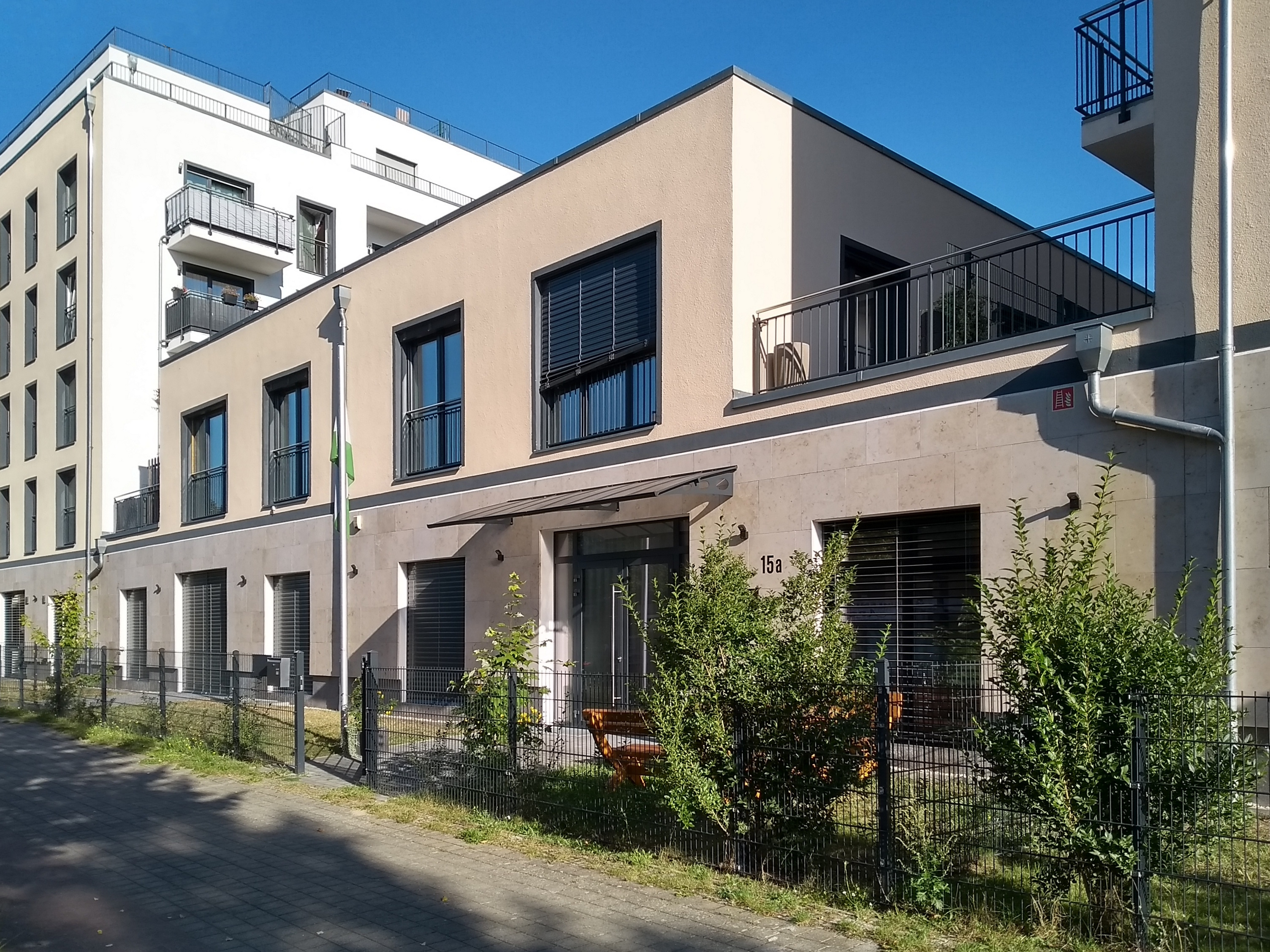
Botschaft in der Kanadaallee 15a in Teltow

Die Botschaft Lesothos in Deutschland ist die diplomatische Vertretung Lesothos in der Bundesrepublik Deutschland. Sie befindet sich in der Kanada-Allee 15a in Teltow in Brandenburg. Sie ist neben der Botschaft Madagaskars in Falkensee die einzige außerhalb Berlins ansässige Botschaft.
Botschafterin ist seit dem 31. Januar 2025 Mafelile Molala.
Lesotho unterhält Honorargeneralkonsulate in Flörsheim und Hannover.

## Geschichte der diplomatischen Beziehungen
Zwei Jahre nach seiner Unabhängigkeit nahm Lesotho am 15. Februar 1968 bilaterale Beziehungen zur Bundesrepublik Deutschland auf. Zunächst war der Botschafter Lesothos in London in der Bundesrepublik zweitakkreditiert. Erst 1979 eröffnete Lesotho an der Godesberger Allee 50 in Bonn eine Botschaft. Ab dem Jahr 2000 mietete die Regierung von Lesotho Räumlichkeiten im zweiten Geschoss des Gebäudes Dessauer Straße 28/29 in Berlin-Kreuzberg, später hatte die Botschaft ihren Sitz in der Kurfürstenstraße 84 im Ortsteil Tiergarten. Heute befindet sie sich in Teltow.
Seit dem 22. März 1976 bestanden diplomatische Beziehungen zwischen Lesotho und der DDR. Sie endeten mit der deutschen Wiedervereinigung im Jahr 1990. Der Botschafter Lesothos in Dänemark war in der DDR zweitakkreditiert.

## Botschafter
- 18. Juli 2013: Lineo Kchechane-Ntoane[5]
- 15. Dezember 2017: Retšelisitsoe Masenyetse[6]
- 6. Mai 2021: Senate Barbara Masupha[7]
- 31. Januar 2025: Mafelile Molala[8]